# Festival Clin d'œil
Il Festival Clin d'œil è un festival della comunità sorda creato nel 2003 che si tiene ogni due anni a luglio a Reims per le arti e dei teatri in lingua dei segni.

## Storia

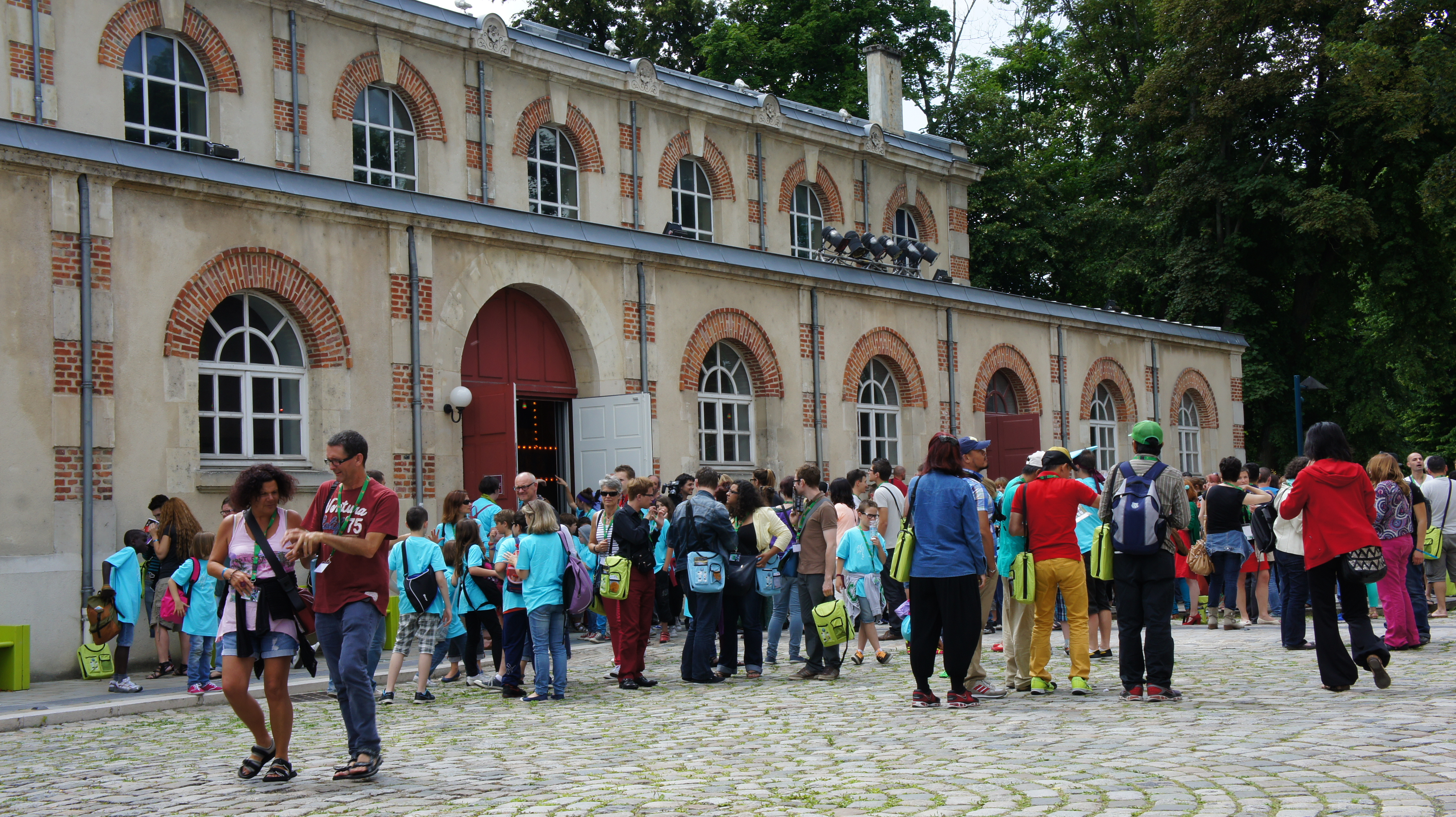
Festival Clin d'oeil 2013

L'associazione CinéSourds ha creato questo festival nel 2003 per “difendere la creazione e l'espressione degli artisti nella lingua dei segni". Dal 2005, parallelamente al Festival, vengono proposti laboratori per bambini e ragazzi. Nel 2013 le manifestazioni si sono svolti presso il Centre Saint-Exupéry di Reims. Nel 2011, oltre 6.000 visitatori hanno preso parte ai vari eventi. Per il suo decimo anniversario, nel 2013, il festival ha potuto accogliere più di 3.000 persone al giorno e 275 artisti.